# 伊百七十四型潜水艦
| 伊174型潜水艦（海大6型b） | 伊174型潜水艦（海大6型b）                                                                                     |
| ------------------------- | --- |
| 伊175                     | |
| 艦級概観                  | |
| 艦種                      | 一等潜水艦 |
| 艦名                      | |
| 前級                      | 伊百六十八型潜水艦（海大6型a）                                                                                |
| 次級                      | 伊百七十六型潜水艦（海大7型）                                                                                 |
| 性能諸元                  | |
| 排水量                    | 基準：1,420トン 常備：1,810トン 水中：2,564トン                                                               |
| 全長                      | 105.00m |
| 全幅                      | 8.20m |
| 吃水                      | 4.60m |
| 機関                      | 艦本式1号甲8型ディーゼル2基2軸 水上：9,000馬力 水中：1,800馬力                                                |
| 速力                      | 水上：23.0kt 水中：8.2kt                                                                                      |
| 航続距離                  | 水上：16ktで10,000海里 水中：3ktで90海里                                                                      |
| 燃料                      | 重油：442t |
| 乗員                      | 68名 |
| 兵装                      | 12cm単装砲1門 13mm機銃1挺 7.7mm機銃1挺 53cm魚雷発射管 艦首4門、艦尾2門 魚雷14本 九三式水中聴音機 九三式探信儀 |
| 備考                      | 安全潜航深度：85m                                                                                             |

伊百七十四型潜水艦（いひゃくななじゅうよんがたせんすいかん）は、大日本帝国海軍の潜水艦の艦級。海大VI型b（かいだいろくがたビー）とも。同型艦2隻。2隻とも1944年に戦没。

## 概要
本艦級の潜水艦は第二次軍備補充計画(②計画)によって2隻が建造され、共に1938年（昭和13年）に竣工した。計画番号S34。基本的に前型（海大6型a）と同型であるが船殻の板厚を増し安全潜航深度が85mに増大した。また燃料搭載量が更に100トンほど増加し航続距離を伸ばした。備砲は前型の後半3隻と同様、12cm平射砲を搭載した。聴音機は国産の九三式水中聴音機を装備している。

## 戦歴
太平洋戦争で伊号第百七十五潜水艦は米護衛空母リスカム・ベイ撃沈という戦果をあげたが、2隻とも戦没した。

## 同型艦
1942年（昭和17年）5月20日に改称、艦番に100を加えた。
- 伊号第百七十四潜水艦 ← 伊号第七十四潜水艦から改称
  - 1938年（昭和13年）8月15日竣工（佐世保海軍工廠）。1944年（昭和19年）4月13日 トラック南方で沈没と認定。
- 伊号第百七十五潜水艦 ← 伊号第七十五潜水艦から改称
  - 1938年（昭和13年）12月18日竣工（三菱神戸）。1944年（昭和19年）2月17日 マーシャル諸島・ウオッゼ島北東で米駆逐艦の攻撃を受け沈没。

## 潜水隊の変遷
伊174型潜水艦は同型艦2隻からなり、3隻定数の潜水隊に1隻足りないものの1個潜水隊を編成した。呉鎮守府に配備されたため、呉鎮の固有番号を与えられて第11潜水隊となった。

### 第十一潜水隊
呉鎮守府籍の伊74、伊75で編成。L1型潜水艦、L2型潜水艦からなる先代の第11潜水隊が昭和13年12月15日に解隊されて以来の3代目となる。太平洋戦争では中部太平洋、オーストラリア近海で哨戒・輸送任務に従事した。所属艦の戦没が著しい第12潜水隊の補充のため、昭和18年3月5日に解隊された。
1938年(昭和13年)12月15日：伊74で編成。第11潜水隊司令鶴岡信道大佐。第二艦隊第2潜水戦隊。
1938年(昭和13年)12月18日：竣工した伊75を編入。編成完結。
1939年(昭和14年)11月15日：第11潜水隊司令竹崎馨中佐。第3潜水戦隊。
1940年(昭和15年)11月15日：第六艦隊第3潜水戦隊。
1941年(昭和16年)9月1日：第11潜水隊司令水口兵衛中佐。
1942年(昭和17年)8月4日：竣工した伊176を編入。
1942年(昭和17年)11月28日：第11潜水隊司令岩上英寿大佐。
1943年(昭和18年)3月15日：解隊。所属艦は第12潜水隊に編入。